# Kemijärvi kyrka
Kemijärvi kyrka är en kyrkobyggnad tillhörande Evangelisk-lutherska kyrkan i Finland, i Kemijärvi i Lappland i Finland. 
Den första kyrkan i Kemijärvi byggdes under 1640-talet och den första prästen, Jakob Lapodius, kom till Kemijärvi 1648. Den äldsta kyrkan revs på 1690-talet och ersattes av en större kyrka. Den i sin tur ersattes av en korskyrka i trä efter ritningar av Carl Ludvig Engel, vilken förstördes under Lapplandskriget 1944. 
Den nuvarande kyrkan byggdes i sten med stöd av de lutherska kyrkorna i USA 1949–1950. Den ritades av Bertel Liljeqvist och har 850 sittplatser.
Aale Hakava har gjort altartavlan i olja Jesus på korset (426 x 326 centimeter, 1950).